# Under 17 Gulf Cup of Nations 2009
Under 17 Gulf Cup 2009 blev afholdt i i UAE fra den 5. September 2009 til den 14, 2009. Seks lande deltog i turneringen, to flere end i den tidligere turnering i Saudi-Arabien.
Saudi-Arabien var den forsvarende mester.

## Grupper
| Gruppe A                                               | Gruppe B                  |
| ------------------------------------------------------ | ------------------------- |
| Forenede Arabiske Emirater (værtsnation) Bahrain Qatar | Oman Kuwait Saudi-Arabien |

## Resultater

### Gruppe A
| Hold                       | Pld | W | D | L | GF | GA | GD | Pts |
| -------------------------- | --- | - | - | - | -- | -- | -- | --- |
| Forenede Arabiske Emirater | 2   | 2 | 0 | 0 | 6  | 0  | +6 | 6   |
| Bahrain                    | 2   | 1 | 0 | 1 | 3  | 6  | -3 | 3   |
| Qatar                      | 2   | 0 | 0 | 2 | 2  | 5  | -3 | 0   |